# Pelosia hispanica
Pelosia hispanica är en fjärilsart som beskrevs av Thomas Joseph Witt 1979. Pelosia hispanica ingår i släktet Pelosia och familjen björnspinnare. Inga underarter finns listade i Catalogue of Life.